# Lejkouszek
Lejkouszek (Chilonatalus) – rodzaj ssaków z rodziny lejkouchowatych (Natalidae).

## Rozmieszczenie geograficzne
Rodzaj obejmuje gatunki występujące na Kubie, Jamajce, wyspie Providencia i Bahamach.

## Morfologia
Długość ucha 12,7–17,2 mm, długość przedramienia 30,7–36 mm; masa ciała 2,6–5 g.

## Systematyka
Rodzaj zdefiniował w 1898 roku amerykański botanik i zoolog Gerrit Smith Miller w artykule zatytułowanym Opisy pięciu nowych nietoperzy liścionosych, opublikowanym w czasopiśmie „Proceedings of the Academy of Natural Sciences of Philadelphia”. Gatunkiem typowym jest (oryginalne oznaczenie) lejkouszek kubański (Ch. micropus).

### Etymologia
Chilonatalus: gr. χειλος kheilos, χειλεος kheileos ‘warga’; rodzaj Natalus J.E. Gray, 1838 (lejkouch).

### Podział systematyczny
Do rodzaju należą następujące gatunki:
- Chilonatalus micropus (Dobson, 1880) – lejkouszek kubański
- Chilonatalus macer (G.S. Miller, 1914)
- Chilonatalus tumidifrons G.S. Miller, 1903 – lejkouszek wzdętoczelny